# 李未
李未（1943年6月8日—），男，北京人，中国计算机专家，中国科学院院士，北京航空航天大学原校长。他主要从事计算机软件与科学理论以及因特网应用研究，研究领域包括并发程序设计语言语义理论、软件开发方法、人工智能基础及超大规模集成电路辅助设计技术。

## 生平
1966年毕业于北京大学数学与力学系，1983年在英国爱丁堡大学计算机科学系获博士学位，曾任英国科学与工程委员会、纽卡瑟大学和爱丁堡大学计算机系高级研究员，欧洲共同体发展信息战略计划（ESPRIT）及德国不莱梅大学教授级研究员，德国萨尔大学（Zuse）客座教授。1986年任教授，并被批准为博士导师，1997年当选为中国科学院院士。
1981年提出了用结构操作语义描述软件中并发、同步及通讯现象的方法，系统地解决了诸如Ada、Edison等并发式程序设计语言的操作语义问题，结构操作语义方法已成为程序设计语言语义学的一种经典方法。
1992年建立了开放逻辑理论，解决了信息的不完全性、知识的可错性及推理的非单调性的描述问题。
1998年在中国首先倡导海量信息计算的理论与方法研究。
2002年开始任北京航空航天大学校长。2008年，当选第十一届全国政协委员，代表科学技术界，分入第三十一组。并担任教科文卫体委员会专委。